# Supremi apostolatus officio
 (octobre 2023).
La mise en forme du texte ne suit pas les recommandations de Wikipédia : il faut le « wikifier ».
Les points d'amélioration suivants sont les cas les plus fréquents :
- Les titres sont pré-formatés par le logiciel. Ils ne sont ni en capitales, ni en gras.
- Le texte ne doit pas être écrit en capitales (les noms de famille non plus), ni en gras, ni en italique, ni en « petit »…
- Le gras n'est utilisé que pour surligner le titre de l'article dans l'introduction, une seule fois.
- L'italique est rarement utilisé : mots en langue étrangère, titres d'œuvres, noms de bateaux, etc.
- Les citations ne sont pas en italique mais en corps de texte normal. Elles sont entourées par des guillemets français : « et ».
- Les listes à puces sont à éviter, des paragraphes rédigés étant largement préférés. Les tableaux sont à réserver à la présentation de données structurées (résultats, etc.).
- Les appels de note de bas de page (petits chiffres en exposant, introduits par l'outil «  Source ») sont à placer entre la fin de phrase et le point final[comme ça].
- Les liens internes (vers d'autres articles de Wikipédia) sont à choisir avec parcimonie. Créez des liens vers des articles approfondissant le sujet. Les termes génériques sans rapport avec le sujet sont à éviter, ainsi que les répétitions de liens vers un même terme.
- Les liens externes sont à placer uniquement dans une section « Liens externes », à la fin de l'article. Ces liens sont à choisir avec parcimonie suivant les règles définies. Si un lien sert de source à l'article, son insertion dans le texte est à faire par les notes de bas de page.
- La présentation des références doit suivre les conventions bibliographiques. Il est recommandé d'utiliser les modèles {{Ouvrage}}, {{Chapitre}}, {{Article}}, {{Lien web}} et/ou {{Bibliographie}}. Le mode d'édition visuel peut mettre en forme automatiquement les références.
- Insérer une infobox (cadre d'informations à droite) n'est pas obligatoire pour parachever la mise en page.

Pour une aide détaillée, merci de consulter Aide:Wikification.
Si vous pensez que ces points ont été résolus, vous pouvez retirer ce bandeau et améliorer la mise en forme d'un autre article.
Supremi apostolatus officio est la première de onze encycliques du pape Léon XIII sur le rosaire.  Elle a été publiée le 1er septembre 1883 afin d’encourager la pratique de longue date de la prière (ou dévotion) au rosaire.
Elle est ainsi nommée en fonction de ses premiers mots en latin dont la traduction signifie « Le devoir du suprême apostolat ».

## Argumentaire
Comme la plupart des lettres encycliques de ce siècle, les destinataires sont les « Vénérables Frères les Patriarches, Primats, Archevêques et Evêques du monde catholique, en grâce et communion avec le Siège Apostolique ».
Léon XIII rappelle son devoir de veiller sur l’Église, et donc de demander des secours divins, le plus efficace et le plus ancien étant l’intercession auprès de la Vierge Marie, à plus forte raison quand l’Eglise est attaquée.
À cette fin, il demande que « cette année [1883], la dévotion [au rosaire] soit l’objet d’une attention toute particulière dans le monde catholique. ».
Il énumère plusieurs de ses qualificatifs : « Auxiliatrice, bienfaitrice, consolatrice des chrétiens, reine des armées, dispensatrice de la victoire et de la paix. ».
Puis le pape rappelle que le saint qui a institué le rosaire était saint Dominique, fondateur de l’ordre dominicain, engagé contre l'hérésie des Albigeois et selon lequel la prière du rosaire a démontré la puissance et l’efficacité. Il rappelle également que cette prière du Rosaire avait abouti à des victoires, notamment lors de la bataille de Lépante ou lors d’autres combats contre les forces de l’empire ottoman.

Reprenant les enseignements de plusieurs de ses prédécesseurs, Léon XIII rappelle donc que :
« Dans la divulgation de cette sorte de prières, les fidèles ont commencé à s’échauffer dans la méditation, à s’enflammer dans la prière, puis sont devenus d’autres hommes ; les ténèbres de l’hérésie se sont dissipées, et la lumière de la foi catholique a brillé de tout son éclat ».
L’enjeu du rosaire est de solliciter le secours divin par Marie, en vue de guérir les maux de l’époque.
« Ce grand saint [Dominique], éclairé par la lumière céleste, entrevit clairement que, pour guérir son siècle, aucun remède ne serait plus efficace que celui qui ramènerait les hommes à Jésus-Christ, qui est la voie, la vérité et la vie, et les pousserait à s’adresser à cette Vierge. »
Léon XIII appelle donc à prier le rosaire, et exprime que :
« Non seulement Nous exhortons instamment tous les chrétiens à s'adonner à la récitation de la pieuse dévotion du rosaire en public ou en privé dans leur propre maison et famille, et cela sans cesse, mais nous désirons aussi que tout le mois d'octobre soit cette année devrait être consacrée à la sainte Reine du Rosaire ».
Il indique enfin quelques prescriptions de forme et d’indulgences associées.